# Capilla del Señor de la Humildad (Santa Rosa de Osos)
La Capilla del Señor de la Humildad  o Capilla De La Humildad, cómo es conocida a nivel local, es un templo colombiano de culto católico dedicado a Cristo bajo la advocación del Señor de la Humildad, está ubicada en la Calle 30 con Carrera  28, a dos cuadras del parque principal del municipio de Santa Rosa de Osos (Antioquia). El edificio data de 1845, es de estructura románica de origen español el cual ha sufrido varias reformas, cuenta con planta rectangular y su interior está dividido en tres naves. La capilla pertenece a la jurisdicción eclesiástica de la Diócesis de Santa Rosa de Osos.

## Historia

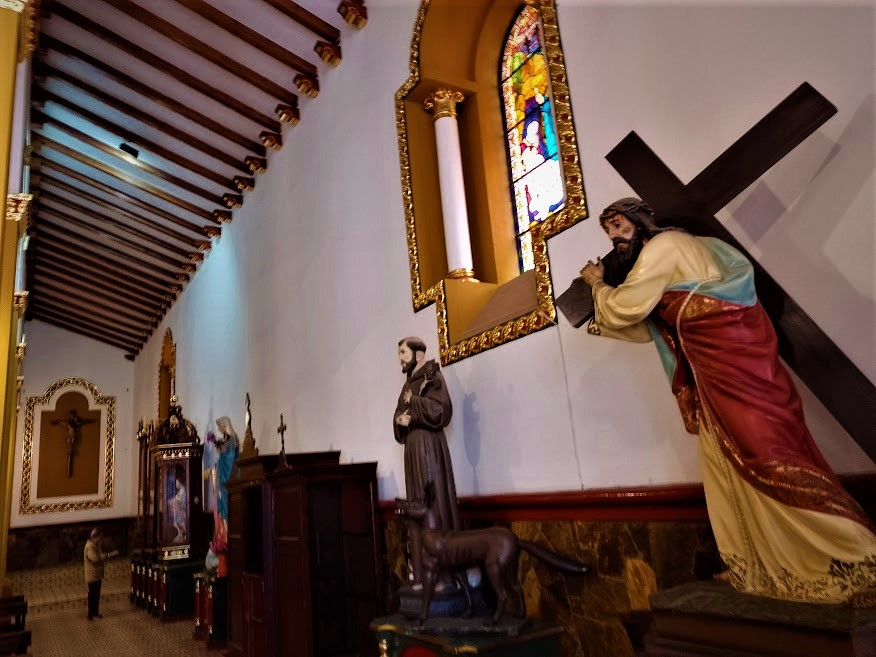
Nave lateral con variadas obras de arte

En 1845 varias personas de la comunidad encabezados por su párroco José Sinforoso de Upegui, iniciaron la edificación del templo, fueron ellos los señores José Toro, Emidio Arango, Manuel Álvarez, Juan Escobar, Juan Hernández, Silvestre Aguirre, Rudesindo Muñoz, José María Vera, Pablo Lenis, Antonio Espinosa, Remigio Rúa, Juan Quiroz, entre otros. Fue levantada en los terrenos que ocupaba la casa de Modesto Tamayo, emplazada en el vértice de las calles de "Bolívar" y de "el Palo", la negociación del sitio fue realizada por Jacinto de Toro. La construcción estuvo a cargo de los maestros Manuel Antonio Parra y Segundo Valencia como oficiales y Martín Ramírez y León Gómez como ayudantes.
Los maestros Manuel M. Lopera Berrío y Juan Antonio Hidrón realizaron el altar, el púlpito y los cuatro Evangelistas, todos en estilo dórico. Los Evangelistas son pintados al óleo, posiblemente por el maestro Ramón Valencia; fueron contratados en ese entonces por el párroco de Santa Rosa Joaquín Guillermo González y se pagaron con las donaciones de los comerciantes de oro de la región.

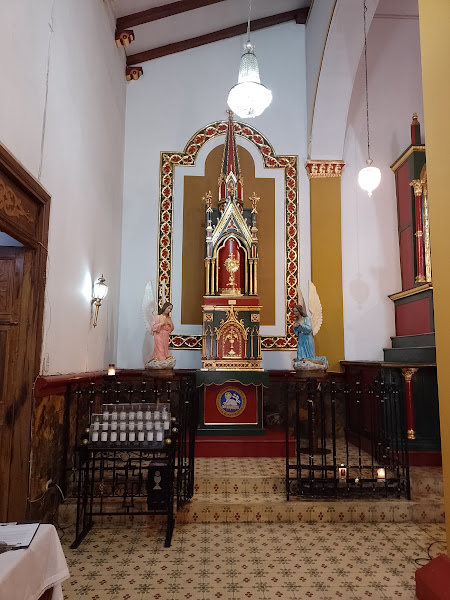
Sagrario

La Capilla de la Humildad ha sufrido varias reformas: la primera de ellas a raíz de un incendio sucedido el 16 de enero de 1914 a las 8 y 30 p. m., donde se consumió totalmente el altar del Señor Caído y una parte de la nave derecha del templo, debido a un descuido del sacristán Jesusito Hernández. La reconstrucción la dirigió Francisco Tobón Mejía. Colaboraron con él Valerio y Zacarías Viana, Pedro Monsalve, José y Jesús Reyes y Eladio Cardona; es necesario resaltar el esfuerzo con que los presbíteros Pedro Rafael Baena, Jenaro Roldan, José Antonio Lopera y Obdulio Naranjo, realizaron dichos trabajos.
En 1936 el presbítero Andrés Elias Mejía comenzó una nueva reforma dirigida por Gabriel González. Se le cambió la fachada principal, se ornamentaron los ventanales, se reformaron también los pisos y el Bautisterio; para el transporte de los materiales se organizaron “convites” amenizados con banda de música.
Detrás de la capilla de la Humildad, específicamente en la parte trasera de la unidad residencial Portón de La Capilla, nace el río Guadalupe. En la época en la que Santa Rosa fue llamada San Jacinto de los Osos y su cabecera urbana se trasladó del sitio llamado La Ranchería al lugar donde está actualmente, La Capilla parroquial estaba dedicada en honor Nuestra Señora De Guadalupe; ubicada ya desde 1648 en el sitio de nacimiento del río homónimo; fue levantada en conmemoración a un milagro ocurrido a la persona de Pedro Bustamante, aventurero español, quien viéndose solo y acosado por los indígenas, acudió a La Virgen De Guadalupe, la cual envió a Juan Torres en su ayuda. Sin embargo los nativos despedazaron a este y Bustamante escapó de manera prodigiosa, apareciéndose ante sus soldados cuando éstos celebraban sus exequias. El relato lo trae el doctor Julio Cesar García como ocurrido a orillas del río Grande, siendo la construcción histórica del templo cerca emplazamiento actual de Capilla del Señor de la Humildad, lo que dio nombre al importante río Guadalupe, que nace justamente en su parte posterior.
En su fuente de agua surgió luego otra capilla en honor a San Miguel Arcángel en la segunda mitad del siglo XVIII.

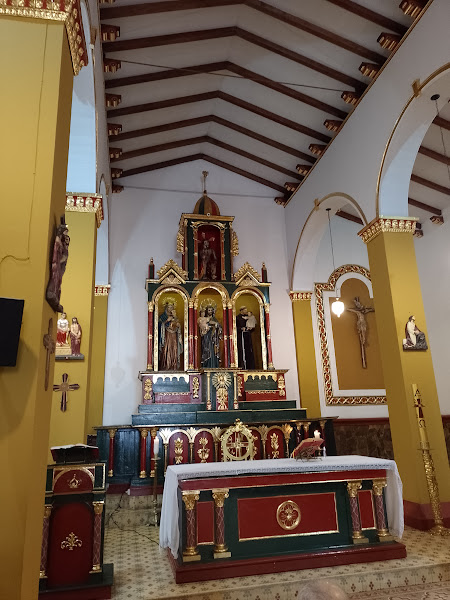
Altar

Es así como estos lugares cercanos al nacimiento del río Guadalupe dieron origen y continuidad a la parroquia de Santa Rosa de Osos hasta el siglo XX, y la capilla de la Humildad, ocupó en sí misma la condición de Parroquia incluso luego de haberse concluido la construcción de la Catedral, que aunque fue terminada en 1876 ocupando el lugar de la Capilla de La Virgen de Chiquinquirá, contigua al cementerio (actual parque principal); se consideró demasiado grande para el incipiente poblado.

Actualmente en la capilla de la Humildad se recuerda esta devoción a la Virgen de Guadalupe, con un cuadro de esta misma advocación ubicado en la nave lateral izquierda cerca al Sagrario; marcando parte de la historia cultural (nacimiento del pueblo y consolidación de la fe Cristiana) y la historia natural (nacimiento del río Guadalupe).